# أحمد الهزيم
أحمد الهزيم (1941 -)، ممثل كويتي. بدايته في مسرحية عمارة رقم 20 عامًا 1978.

## أعماله الفنية

### في التلفزيون
- لعبة الكبار
- الملف - سهرة تلفزيونية.
- السيف المفقود.
- على الدنيا السلام.
- الطماعون.
- الوفاء.
- قاصد خير.
- عش الزوجية.
- سليمان الطيب.
- ميزان العدالة.
- العقاب.
- يوميات متقاعد.
- دلق سهيل - جزئين.
- أحلام نيران.
- طير الخير.
- الرقص على الجمر.
- سابع جار.
- الخطر معهم - الجزء الأول.
- الاختيار.
- أنا حر.
- زحف العقارب.
- حتى التجمد.
- صحوة زمن.
- أسد الجزيرة.
- تاكسي تحت الطلب.
- فضة قلبها أبيض.
- دار الزمن.
- بعدك طيب.
- الشمس تشرق مرتين.
- ساهر الليل.
- امرأة تبحث عن المغفرة.
- وطن النهار.
- صديقات العمر.
- المعزب .
- جمان

### من المسرحيات
- عمارة رقم 20.
- الجنس الخامس.
- أم الهزائم.
- راجع.
- هذا ولدنا.

## روابط خارجية
- أحمد الهزيم على موقع قاعدة بيانات الأفلام العربية